# Михайло-Ганнівська сільська рада
Миха́йло-Га́ннівська сільська́ ра́да — колишній орган місцевого самоврядування в Конотопському районі Сумської області. Адміністративний центр — село Михайло-Ганнівка.

## Загальні відомості
- Населення ради: 405 осіб (станом на 2001 рік)

## Населені пункти
Сільській раді підпорядковані населені пункти:
- с. Михайло-Ганнівка
- с. Турутине
- с. Улянівка
- с. Фесівка

## Склад ради
Рада складається з 12 депутатів та голови.
- Голова ради: Сухонос Володимир Анатолійович
- Секретар ради: Скотар Надія Віталівна

### Керівний склад попередніх скликань
| Прізвище, ім'я, по батькові    | Основні відомості                                                                                    | Дата обрання | Дата звільнення |
| ------------------------------ | --- | ------------ | --------------- |
| Удод Володимир Панасович       | Сільський голова, 1954 року народження, безпартійний                                                 | 26.03.2006   | 31.10.2010      |
| Сухонос Володимир Анатолійович | Сільський голова, 1974 року народження, освіта середня спеціальна, член Комуністичної партії України | 31.10.2010   |                 |

Примітка: таблиця складена за даними сайту Верховної Ради України